# Virginia i jej problemy
Virginia i jej problemy (tytuł oryg. Virginia, tytuł alternat. What's Wrong with Virginia) – amerykański film fabularny z 2010 roku, napisany i wyreżyserowany przez Dustina Lance'a Blacka. W rolach głównych wystąpili w nim Jennifer Connelly, Harrison Gilbertson, Emma Roberts, Amy Madigan i Ed Harris. Światowa premiera projektu odbyła się 15 września 2010 w trakcie 35. Międzynarodowego Festiwalu Filmowego w Toronto, choć w dystrybucji komercyjnej obraz ukazał się dopiero 18 maja 2012.

## Opis fabuły
Virginia jest niestabilną psychicznie kobietą, samotnie wychowującą nastoletniego syna, Emmetta. Romansuje z miejscowym szeryfem, Dickiem Tiptonem, który w gruncie rzeczy wykorzystuje ją i jej skomplikowany stan umysłowy. Córka szeryfa, Jessie, zakochana jest w Emmetcie. Młodzi utrzymują swój związek w tajemnicy, by nie wyprowadzić z równowagi porywczego i nieobliczalnego Dicka. Virginia natomiast wmawia sobie, że jest w ciąży z Tiptonem. Podświadomie marzy też o lepszym życiu dla siebie i syna; pragnie uciec z małego miasteczka, w którym mieszka.

## Obsada
- Jennifer Connelly − Virginia
- Ed Harris − szeryf Dick Tipton
- Emma Roberts − Jessie Tipton
- Harrison Gilbertson − Emmett
- Amy Madigan − Roseanna Tipton
- Carrie Preston − Betty
- Toby Jones − Max
- Alex Frost − Josh
- Yeardley Smith − pani Whitaker
- Paul Walter Hauser − Dale